# Partido Radical de Chile
El Partido Radical de Chile es un partido político chileno laicista de carácter liberal igualitario y socialdemócrata. Se originó a partir de la derrota de la facción rebelde en la Revolución de 1859, muchos de los cuales pertenecían al ala más subversiva del Partido Liberal. Después de la ley de amnistía y sus retornos desde el exilio, el 27 de diciembre de 1863 se fundó la primera Asamblea en Copiapó, precediendo a la instalación de diversas asambleas autodenominadas como "radicales" y que funcionaron en el territorio chileno con plena independencia electoral hasta la Convención Radical de 1888, ocasión en que dichas asambleas se federaron y legalizaron como un partido político. El radicalismo chileno se caracteriza por la difusión de una doctrina racionalista, laica y democrática, motivada por el Idealismo filosófico de la Ilustración.
Tras la Guerra civil de 1891, y a lo largo del régimen parlamentario, los radicales fueron los principales impulsores de la llamada Alianza Liberal, que junto a la Coalición Conservadora se disputaron el poder hasta 1925. Fue en aquellos años, bajo el fragor de la llamada cuestión social que el viejo liberalismo económico de los primeros radicales, dio paso a la incorporación de nuevas corrientes socialistas al interior del partido, encabezada por Valentín Letelier, uno de los principales promotores del llamado socialismo de Estado y que llevaron a los radicales, en los años venideros, a convertirse en el principal intérprete de la emergente clase media chilena.
Una vez superada la inestabilidad de los años veinte y luego de haber apoyado la nueva Constitución, los radicales del treinta se alejaron de los sectores liberales, para conformar una alianza con los nuevos movimientos sociales dirigidos por Socialistas y Comunistas, dando origen al Frente Popular (FP), en 1937. Desde entonces y por los próximos catorce años, el Partido Radical se transformó en la principal fuerza política del país, expresado en las presidencias de: Pedro Aguirre Cerda (1938-1941), Juan Antonio Ríos (1942-1946) y Gabriel González Videla (1946-1952).
Bajo estos gobiernos se implementó un modelo económico de "industrialización por sustitución de importaciones" que bajo la conducción de la Corfo logró el surgimiento de empresas estatales básicas para la industrialización. Sin embargo, las políticas populistas aplicadas provocaron una inestabilidad económica debido a las altas tasas de inflación. Estos hechos, sumado a los actos de corrupción y la persecución de los comunistas, llevaron al radicalismo al desprestigio y la pérdida del poder en 1958. A partir de entonces el radicalismo comenzó a decaer, siendo desplazado por la Democracia Cristiana como eje del centro político y representante de las llamadas "clases medias".
Los radicales han participado en coaliciones políticas tanto con la izquierda democrática (Frente Popular, Unidad Popular, Concertación y Nueva Mayoría) como con la derecha liberal (Alianza Liberal, Unión Liberal y Frente Democrático). En 1994 se fusionó con el Partido Socialdemocracia Chilena, y dio origen al Partido Radical Socialdemócrata (PRSD), el cual fue considerado heredero de la historia y la tradición del radicalismo chileno hasta 2016, cuando retomó el nombre histórico de Partido Radical de Chile.
Tiene presencia en todo el territorio chileno. Está afiliado a la Internacional Socialista (IS) desde 1981 y es miembro activo de la Alianza Progresista. Según el Servicio Electoral (Servel), es el décimo más grande de Chile en cuanto a militantes, teniendo más de 26 000 a noviembre de 2023.
El PR tiene estrechos vínculos históricos con la francmasonería, especialmente con la Gran Logia de Chile, la Gran Logia Mixta y la Gran Logia Femenina.

## Historia
El ideario político del radicalismo se fue construyendo progresivamente en las décadas anteriores a su fundación oficial de 1888, en gran parte por la influencia del legado ideológico y cultural de la Sociedad Literaria, el Club de la Reforma y la Sociedad de la Igualdad.
En 1842, a partir de un movimiento intelectual que reunió a connotados jóvenes liberales, se fundó la Sociedad Literaria, que convocó a la intelectualidad de avanzada de aquella época, entre los cuales se distinguían José Victorino Lastarria, Francisco Bilbao y Manuel Antonio Matta. Pusieron el acento en reconocer a la Ilustración como un proceso fundamental para el progreso del país, al mismo tiempo que formalizaron su inquietud por el tema educacional en Chile.

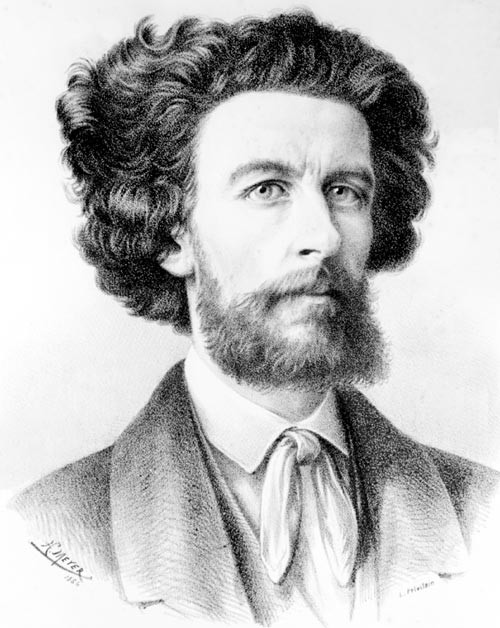
Francisco Bilbao Barquín, escritor, filósofo y político chileno, fundó la Sociedad de la Igualdad.

Las ideas renovadoras del liberalismo progresista se fueron difundiendo rápidamente en la intelectualidad joven, encontrando adecuada tribuna el Club de la Reforma fundada por Federico Errázuriz Zañartu, sin embargo, nunca pudo definir un plan de acción para la modernización de la política, siendo precedida por la Sociedad de la Igualdad, fundada en 1850 por Santiago Arcos y el propio Francisco Bilbao. Ambos jóvenes chilenos habían vivido el ambiente de los acontecimientos revolucionarios franceses de 1848 y se impregnaron de ese ideario.
La Sociedad de la Igualdad se convirtió en el foco de agitación política del país y atrajo a su seno a todos los jóvenes intelectuales y un buen número de artesanos. Los integrantes de la Sociedad de la Igualdad promovieron levantamientos en contra del gobierno, razón por la que el 9 de noviembre de 1850, por decreto de la Intendencia se disuelve la Sociedad de la Igualdad y sus líderes son apresados y encarcelados. 
No obstante, también se puede decir que los orígenes del Partido Radical se remontan a octubre de 1858 en la ciudad de Copiapó con la formación de una organización llamada La Asamblea Constituyente, que agrupó a la mayoría de los líderes del partido: Manuel Antonio Matta, Angel Custodio Gallo, Pedro León Gallo, Francisco Marín, Juan Arteaga Alemparte y Guillermo Matta, que impulsaban la reforma a la Constitución de 1833. 
Las ideas que se cuestionaban por aquellos días se pueden sintetizar en tres puntos fundamentales:
- El autoritarismo presidencial.
- La centralización administrativa.
- La excesiva influencia de la iglesia en las decisiones del gobierno.

La fuerte tensión que generaba el clericalismo en oposición a las difundidas ideas de la Revolución francesa, estaba en el centro del conflicto que se extiende por más de tres décadas, tiempo en el que la Sociedad de la Igualdad, con los escritos de Manuel Antonio Matta protagonizan duros y hasta violentos enfrentamientos. 
Pero fue sólo hacia fines del segundo gobierno de Manuel Montt Torres, que los Radicales surgen como el tercer partido político de la historia de Chile, después de los Conservadores y Liberales.
Cabe destacar la notoriedad que alcanzó la controversia entre iglesia y Estado, en la cual aparece un hecho singular conocido como la "cuestión del sacristán", situación que el obispo Rafael Valentín Valdivieso quiso aprovechar para someter el poder de civil a la supremacía de la iglesia. Hecho que Manuel Antonio Matta aprovecha para pedir la separación de la iglesia del Estado.
El 12 de mayo de 1862 se funda el periódico "La Voz de Chile" que difunde las bases del radicalismo; enseñanza laica, libertad electoral, derecho edilicio, descentralización administrativa, reforma a la Constitución de 1833 y la interacción del pueblo en la generación de autoridades.

### El origen atacameño

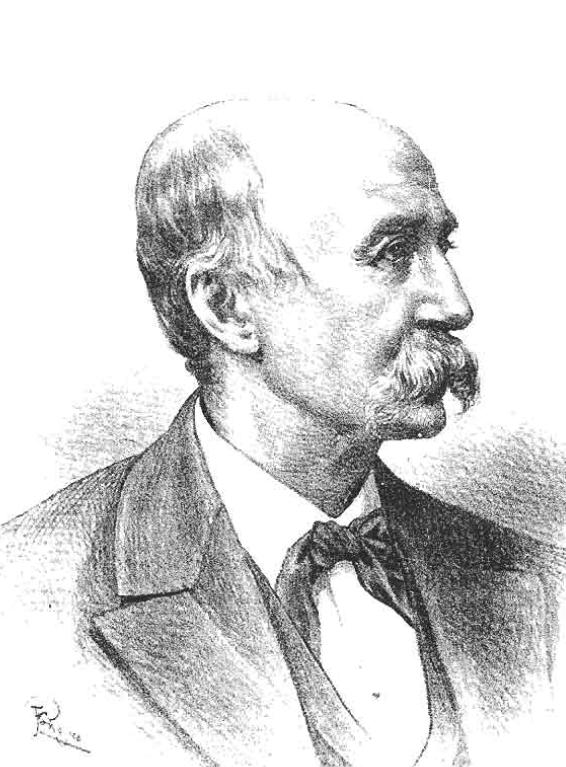
Manuel Antonio Matta, fundador del Partido Radical.

El Partido Radical tuvo su origen en Copiapó, donde la riqueza minera permitió que pudiese desarrollarse un pensamiento independiente a los tradicionales de la oligarquía chilena, este pensamiento representaba a la aristocracia provinciana y a grupos de la potente aristocracia castellano-vasca que no se sentían identificados con los dos pensamientos imperantes en el Chile decimonónico: el Partido Conservador y el Partido Liberal y a los cuales acusaban de no estar compenetrados con la realidad nacional.
Fue tal la fuerza con que irrumpió este ideario, que en 1859, estalló una guerra civil, entre el gobierno de Montt y los revolucionarios (radicales), los revolucionarios, como eran llamados planeaban un alzamiento nacional pero solo en Concepción y en Copiapó prendió con fuerza, incluso en esta última ciudad, debido a su riqueza y a su ubicación geográfica, el conflicto fue de grandes proporciones ya que se armó un pequeño pero eficiente ejército que avanzó al sur derrotando a la Guardia Nacional (fuerza paramilitar creada por Diego Portales para mantener el orden interno y proveer contingente de reserva en caso de guerra externa y que fue disuelta en 1910, con la Ley del Servicio Militar Obligatorio) en su paso por Vallenar y otras localidades y derrotando a un pequeño destacamento del Ejército que guarnecía la ciudad de La Serena, incluso mantuvo sitiada esta ciudad, el Ejército chileno debió enviar tropas desde Santiago y otras ciudades, debido a que si no cortaba el problema de raíz, los revolucionarios llegarían rápidamente a la capital ya que entre La Serena y Santiago no existían cuerpos militares que pudieran enfrentar a los rebeldes, el territorio era fértil lo que facilitaba la mantención de las tropas y lo más complicado vivía gente, a diferencia del norte despoblado, gente que por su descontento con el gobierno de Montt podía plegarse a los revolucionarios o colaborar con ellos.
El Ejército de Chile derrotó a los revolucionarios en la Batalla de Cerro Grande. Cabe señalar que los revolucionarios en ningún momento pensaron en trasladar la capital desde Santiago a Copiapó como erróneamente algunos han sostenido, esto porque el conflicto no era de carácter regionalista sino netamente político-ideológico, ya que desde la promulgación de la Constitución en 1833 no se había realizado absolutamente ningún cambio, manteniéndose vigente el modelo autoritario de Portales, que aunque daba estabilidad no generaba real representación, incluso hasta 1851 solo los conservadores, originados en los Pelucones de 1830 estaban representados en el congreso y en el ejecutivo, recién en 1851 y como consecuencia de otra sublevación hubo una pequeña apertura a los Liberales (Pipiolos), en vista que estos grupos no habían desarrollado pensamientos que los definieran como partidos políticos modernos y que esa base doctrinaria fuera además aplicable a Chile es como surgen 2 partidos más el Radical (escisión de los liberales) y el Nacional (escisión del Conservador). En 1861 se eligió al primer presidente liberal, José Joaquín Pérez Mascayano, quien para poder avanzar en su programa debió moderar al máximo sus posturas, negociando con los nacionales.

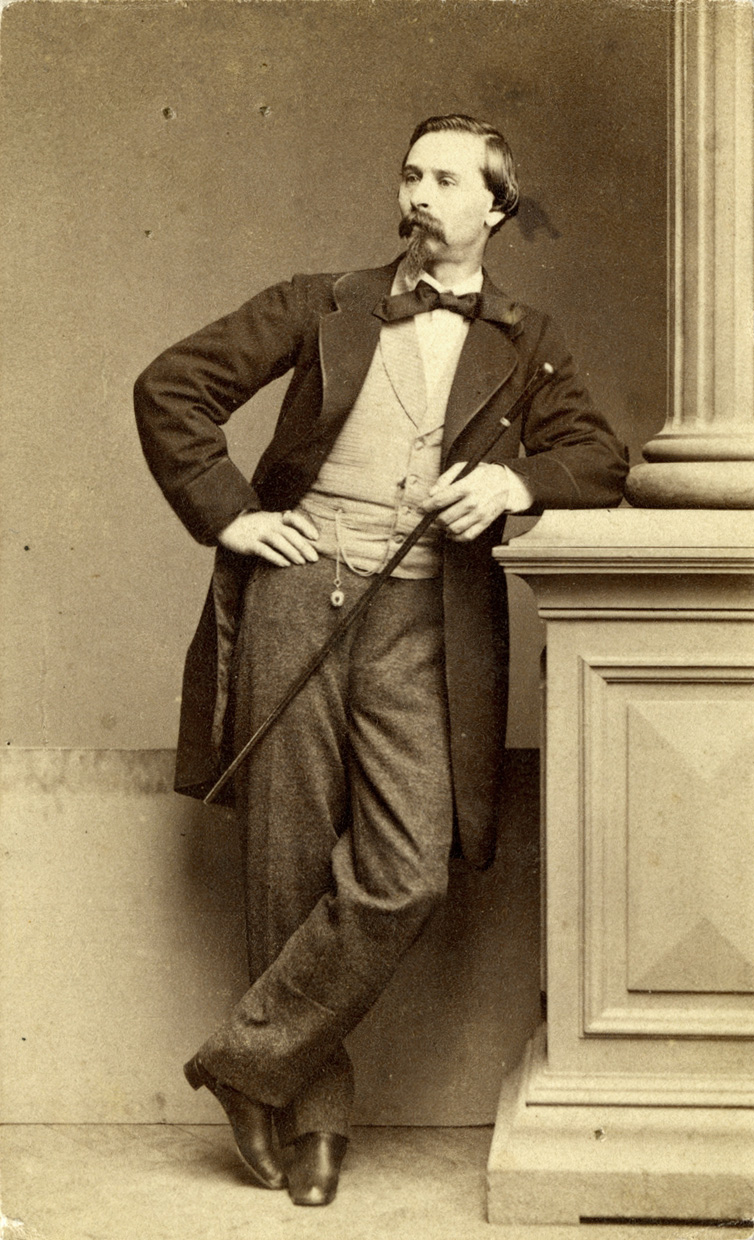
Pedro León Gallo, promovió la formación de los llamados "liberales rojos", el grupo base que posteriormente formó al Partido Radical.

Aunque derrotados militarmente los revolucionarios impulsaron el nacimiento de una nueva política chilena, que los llevó a ser el partido político chileno más importante de gran parte del siglo XX.

### La Asamblea Radical y el periódicoEl Constituyente
Pedro León Gallo regresó al país en 1863, luego de una ley de amnistía dictada por el presidente José Joaquín Pérez. En Copiapó fundó la Asamblea Radical y creó el periódico El Constituyente, en el que pedía la revisión y reforma de la Constitución de 1833.
Habiendo sido diputado por Copiapó y Caldera, fue reelegido por 10 años consecutivos, hasta obtener una senaduría en 1877. Su repentina muerte estuvo ligada al agravamiento de una antigua herida que había recibido en la Batalla de Los Loros en 1859.
En 1859, Gallo organizó una junta política que agrupó a ciudadanos descontentos con el gobierno y que logró popularidad a nivel regional. Se apoderó de la ciudad de Copiapó e, incluso, consiguió armar a un mediano ejército.
Los revolucionarios se enfrentaron en tres ocasiones con las fuerzas del gobierno: obtuvieron un triunfo en Los Loros el 14 de marzo de 1859, pero fueron derrotados en Cerro Grande, el 29 de abril, y en Petorca, el 14 de octubre. Tuvieron que huir y Gallo inició así un largo exilio por casi 4 años, que lo llevaría a Buenos Aires, Estados Unidos y Europa.

### Primera Asamblea Radical de Chile
En 1863 Pedro León Gallo regresa al país después de su exilio en 1859, gracias a la Ley de amnistía, dictada por el presidente José Joaquín Pérez Mascayano en 1861 y se incorpora con entusiasmo a la acción del grupo opositor al gobierno, liderado por Manuel Antonio Matta, cuyos postulados lo interpretan plenamente:
- Enseñanza laica
- Disminución del poder presidencial
- Descentralización administrativa
- Libertad electoral
- Reforma a la Constitución

Dichas razones le impulsan a establecer en Copiapó la primera Asamblea Radical Electoral del país el 27 de diciembre de 1863, fecha en que históricamente y tradicionalmente se da por constituido el Partido Radical de Chile.

### Comienzos del Partido Radical
El Partido Radical tiene una destacada participación en los gobiernos liberales en Chile, apoyando desde 1874 a los gobiernos de Federico Errázuriz Zañartu, Aníbal Pinto, Domingo Santa María. En las elecciones de 1886 apoya a su propio candidato presidencial, José Francisco Vergara, quien pierde con José Manuel Balmaceda. En 1888 se constituye oficialmente como partido. En la Guerra Civil de 1891, apoya al bando parlamentario, haciendo de opositor al gobierno de José Manuel Balmaceda.
Entrado ya el siglo XX, el PR se adhiere a los postulados socialdemócratas. En 1917 se funda la Juventud Radical de Chile. El PR apoya a diversos gobiernos durante la época parlamentaria, como los de Jorge Montt, Germán Riesco, Pedro Montt y Ramón Barros Luco. En 1920 da su apoyo al gobierno reformista de Arturo Alessandri. Chile era uno de los países con mayor tasa de mortalidad infantil en el mundo, y la cuestión social era un tema muy discutido en el país. Luego de la dictadura de Carlos Ibáñez del Campo, y el estallido de la crisis en Estados Unidos, el radical Juan Esteban Montero asume como presidente de la República, pero es derrocado por un golpe de Estado a los meses de haber asumido (1932).
En 1937, el PR se aleja del segundo gobierno de Arturo Alessandri, sumándose al Partido Comunista de Chile y el Partido Socialista de Chile, formando así el Frente Popular, y en 1938, el radical Pedro Aguirre Cerda logra un estrecho triunfo en las elecciones presidenciales de ese año, con el lema "Gobernar es educar".

### Gobiernos radicales (1938-1952)

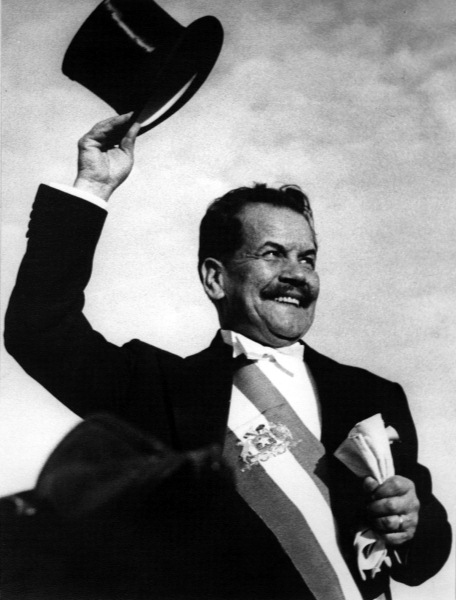
Pedro Aguirre Cerda. Presidente de Chile desde el 24 de diciembre de 1938 hasta el 25 de noviembre de 1941.

Pedro Aguirre Cerda fue un destacado político que llegó a la Presidencia tras ganar las elecciones de 1938, por escasos votos al candidato de la derecha el economista Gustavo Ross, quien era, Ministro de Hacienda en el segundo Gobierno de Arturo Alessandri Palma.
Aguirre Cerda era apoyado por el frente popular quien albergaba al Partido Radical, al Naciente Partido Socialista, sectores Comunistas e independientes de izquierda… Los eslogan más importantes de la campaña de Aguirre Cerda fue “Pan, Techo y abrigo” y “Gobernar es Educar”.
Pedro Aguirre Cerda muere, el 25 de noviembre de 1941, afectado de una tuberculosis aguda, enfermedad mortal en aquella época, pero, días antes en la última reunión de gabinete les dijo lo siguiente a sus ministros:
“Ayer domingo, salí a andar en automóvil con la Juanita. Como de costumbre, hicimos el recorrido hasta Conchalí; En el camino encontramos a muchos obreros. Iban tan pobres, tan borrachos, tan tristes como antes de que yo llegara al gobierno. Le prometimos al pueblo sacarlo de la miseria, levantarle su nivel social, económico y moral… Me embarga en el alma una profunda pena, porque me imagino que el pueblo, al que tanto amo y al que tanto tiempo de mi vida dedique, pudiera pensar que lo he engañado”.
El gobierno de Aguirre Cerda no fue fácil, ya que debió enfrentar el terremoto de 1939, que afectó a la zona centro-sur del país, el inicio de la Segunda Guerra Mundial y un intento de golpe de Estado. Pese a esto, este gobierno quedará como uno de los más importantes en la historia del país, debido al impulso que recibió la industria nacional, a través de la creación de la CORFO, la reforma a la educación, la importancia dada al desarrollo de la salud, etc. Además se crearon más de 1000 escuelas en todo el territorio nacional, todo un logro para la época.
Aguirre Cerda falleció en noviembre de 1941, antes de terminar su mandato. En las elecciones que se desarrollaron, ganó el radical Juan Antonio Ríos, con una diferencia bastante amplia.
Ríos continuó con la política social de su antecesor, y rompió relaciones diplomáticas con los países del Eje, en enero de 1943, rompiendo así la neutralidad de Chile en la SGM. Murió mientras ejercía su cargo (1946).
El radical Gabriel González Videla triunfó en las elecciones de ese año, transformándose así en el tercer presidente radical en gobernar el país de forma consecutiva. Bajo González Videla se creó la Universidad Técnica del Estado, la Siderúrgica de Huachipato y la Fundición de Paipote. Además se puso en práctica el Plan Serena, el cual crea diversos establecimientos educacionales y de organismos públicos en dicha ciudad, sumado también a una gran inversión en torno a la minería, industria y energía que favorecería a toda la provincia de Coquimbo, generando un polo de crecimiento descentralizador fuera de la capital. Sin embargo, su gobierno se empaña por la entrada en vigencia, de la Ley de Defensa de la Democracia (conocida popularmente como Ley maldita), que proscribía al Partido Comunista de Chile, con el apoyo del cual había llegado al poder. A pesar del rechazo oficial del PR a las políticas represivas impulsadas por el presidente, este hecho significa la debacle del radicalismo en dicha época como referente popular y de clase media.

### División, Unidad Popular y dictadura militar

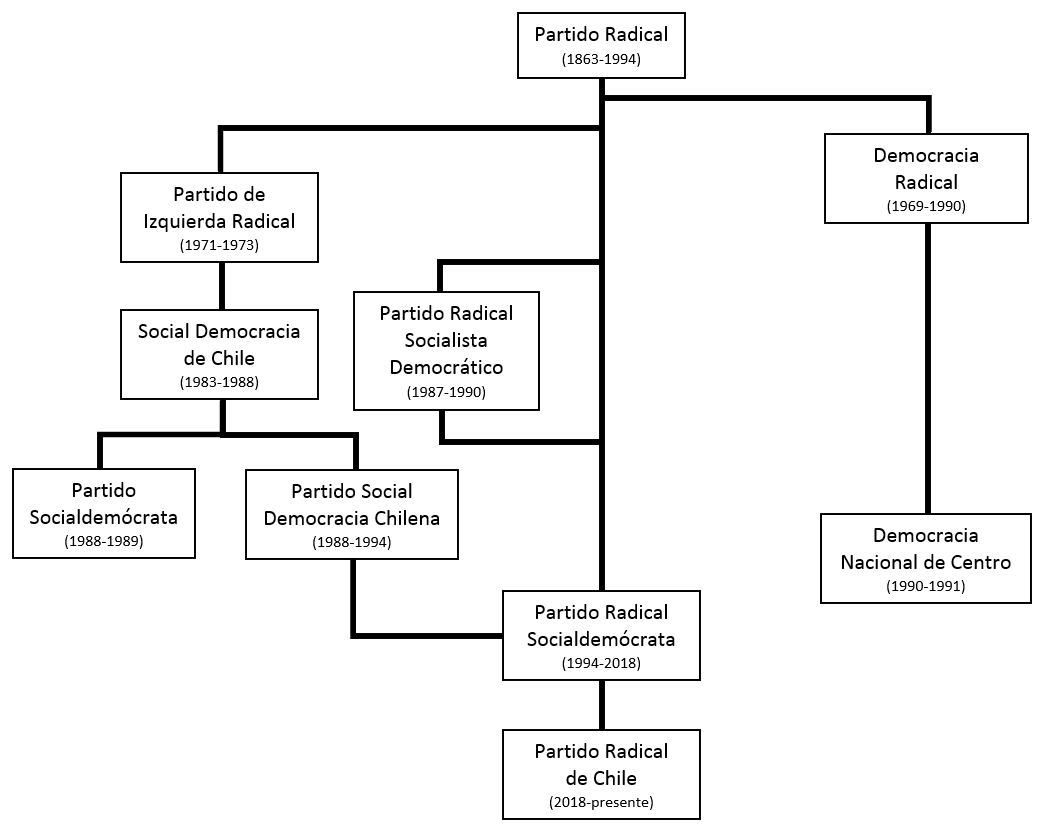
Esquema que muestra las divisiones del radicalismo chileno desde 1969.

Después del gobierno de González Videla, y la derrota en las elecciones presidenciales de 1952, el radicalismo inicia una fase de decadencia electoral. La clase media deja de apoyar al PR, y pierde importancia en el escenario político chileno. En 1961 ingresó a la administración del centroderechista Jorge Alessandri, lo que derivó la salida de varios militantes, sobre todo de la Juventud Radical. Entre los dirigentes juveniles que abandonaron el partido se encontraban Ricardo Lagos y Genaro Arriagada.
En 1964 un grupo de dirigentes y militantes radicales de izquierda, encabezado por Alejandro Ríos Valdivia, formó el «Movimiento de Recuperación Doctrinaria del Partido Radical» para apoyar la candidatura presidencial del senador y líder del Frente de Acción Popular (FRAP) Salvador Allende, en vísperas de la elección presidencial de ese año.

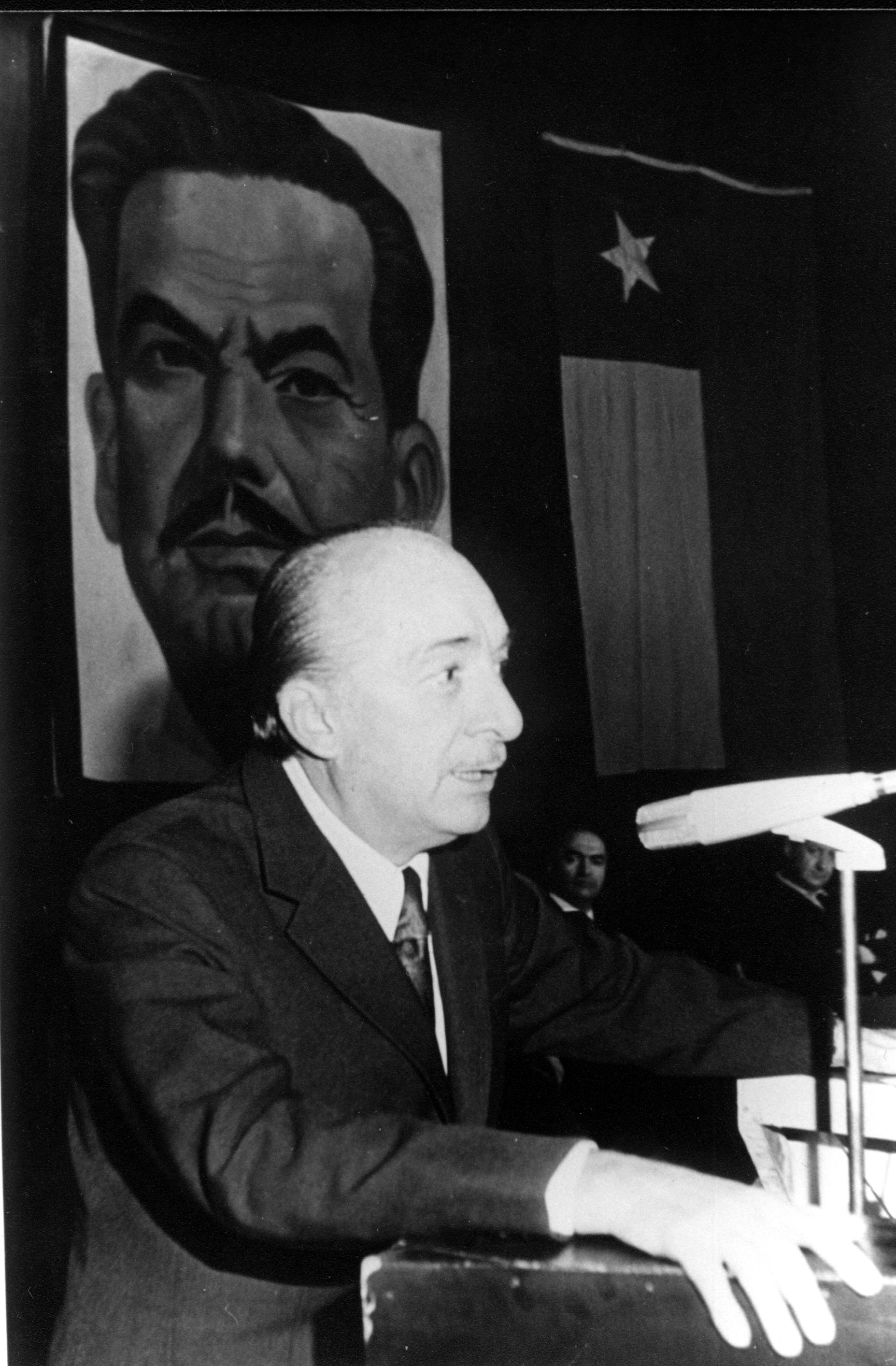
Raúl Fernández durante una asamblea del Partido Radical en los 60.

A fines de la década de los sesenta, el partido se comenzó a dividir, y en 1969 apareció la Democracia Radical liderada por Julio Durán, Pedro Enrique Alfonso, y Héctor Veloso Sandoval del ala derechista del PR, luego de diversos movimientos internos que terminaron con el apoyo del PR a la Unidad Popular.

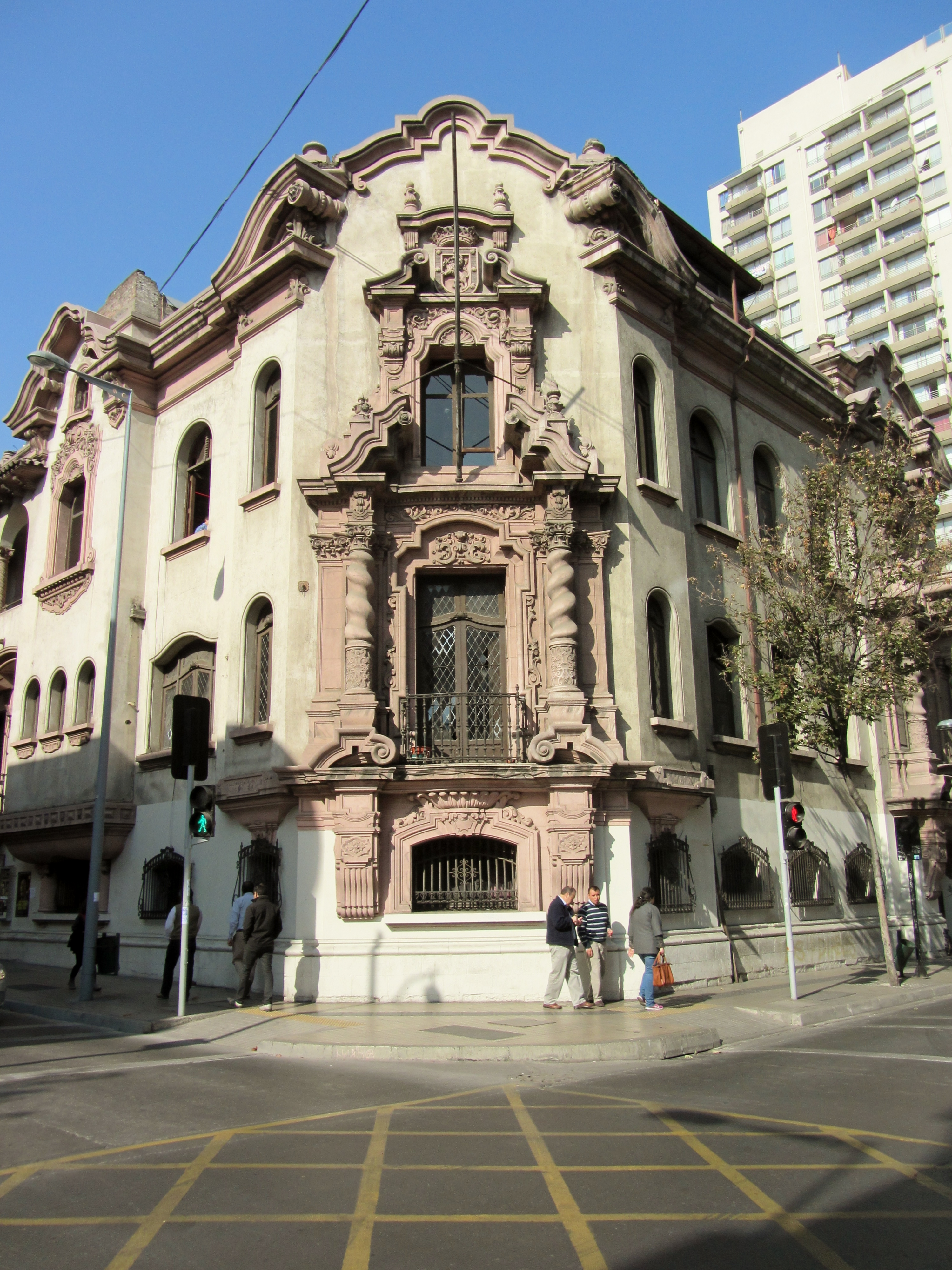
La casa Ariztía fue la sede del PIR entre 1972 y 1973; después del golpe militar, en ella funcionó la DINA y entre 1992 y 1999 fue la sede del PRSD.

Simultáneamente en este período, la Juventud Radical vive un viraje hacia la izquierda, motivado por el abandono de la vía izquierdista que tuvo históricamente el partido durante el siglo XX y durante el Frente Popular. Así a mediados de los sesenta, el joven sociólogo Patricio Valdés encabezó el cambio que dio origen a la Juventud Radical Revolucionaria, cuya sigla fue JRR. Presidió esta juventud que propugnaba la vía revolucionaria hacia el socialismo democrático. En 1969, el PR entra a la coalición de izquierda Unidad Popular, apoyando en la elección de 1970 al socialista Salvador Allende. Ante la creciente influencia marxista en el PR, a principios de agosto de 1971 el ala moderada del radicalismo funda el Partido Izquierda Radical (PIR), que inicialmente apoyó al gobierno de la UP, pero en abril del año siguiente abandonó esa coalición y se pasó a la oposición.
Después  del golpe de Estado de 1973, la represión de la junta militar cayó también sobre los dirigentes y parlamentarios del PR y entre sus militantes hubo detenidos, desaparecidos (como el diputado Gastón Lobos) y asesinados, como el líder sindical Tucapel Jiménez, que en 1982 encontró la muerte a manos de comandos del Cuerpo de Inteligencia del Ejército.
El Partido Radical, al igual que la mayoría de los partidos democráticos chilenos, tuvo miembros que sufrieron a lo largo de su historia cárcel y exilio. Algunos autores sostienen que fueron parte importante de la formación de Chile como nación independiente a través de cambios fundamentales, así como luchadores por la democracia, el laicismo y la justicia social. Casos de chilenos radicales ilustres por ambos motivos en los años setenta son: Carlos Morales Abarzúa, Anselmo Sule, Hugo Vigorena y Hugo Miranda, entre otros.
En 1983 el Partido Radical fue uno de los partidos creadores de la Alianza Democrática junto con el Demócrata Cristiano, el Republicano, la Social Democracia y el sector renovado del Partido Socialista de Chile, conformándose como coalición opositora al régimen de Pinochet. Por otra parte, en 1984 un grupo de dirigentes de la Democracia Radical y la Social Democracia buscaron reunificar el Partido Radical mediante el Movimiento de Unidad Radical, que se integró dentro del PR el 8 de marzo de 1985. En noviembre de ese mismo año el Movimiento Social Demócrata —escindido en 1979 de la Social Democracia— se integró dentro del PR.
El 8 de septiembre de 1986 el partido fue uno de los firmantes del documento Bases de Sustentación del Régimen Democrático, que consistía en una ampliación y profundización del Acuerdo Nacional para la Transición a la Plena Democracia de 1985, y que daría origen en noviembre de 1986 al Acuerdo Nacional Democrático, coalición política de corta duración.

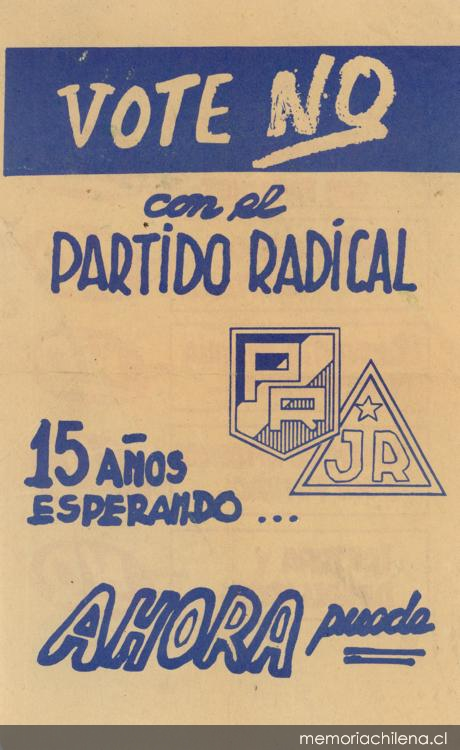
Propaganda del PR por la opción «No»

Otro sector del radicalismo, liderado por Luis Fernando Luengo, se acercó a la Izquierda Unida y fundó el Partido Radical Socialista Democrático (PRSD). Ambos partidos apoyaron la opción NO en el Plebiscito de 1988 y proclamaron a Patricio Aylwin como su candidato presidencial, aunque en las elecciones parlamentarias de 1989 se presentaron en listas distintas; el PR fue parte de la Concertación, mientras el PRSD participó en la lista Unidad para la Democracia con el Partido Amplio de Izquierda Socialista.

### Partido Radical Socialdemócrata (1994-2018)

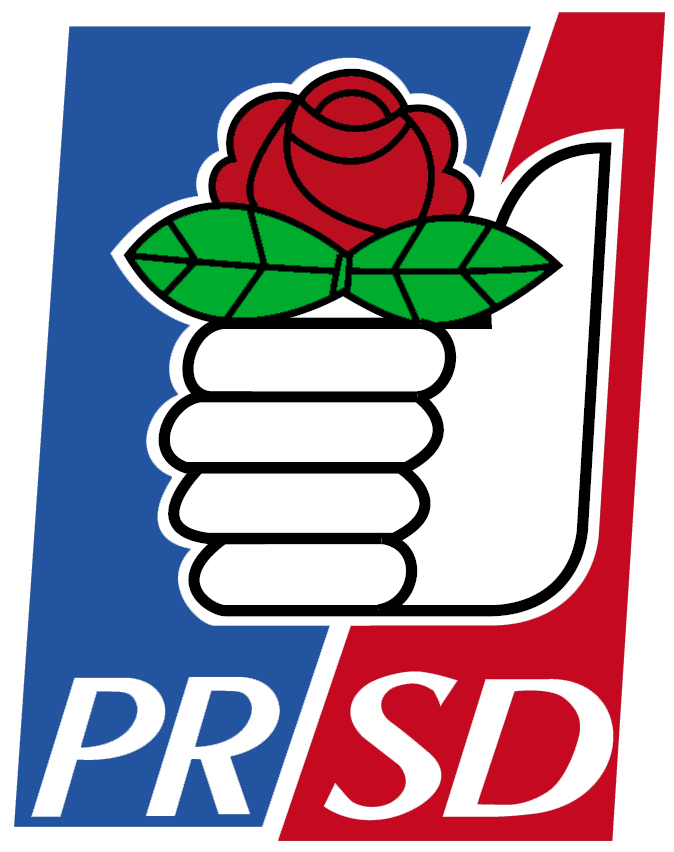
Logotipo del Partido Radical Socialdemócrata.

En las elecciones parlamentarias de 1993, el PR obtiene el 2,98% con la representación parlamentaria de los diputados Sergio Morales Morales (por el distrito 34 de Chimbarongo, Las Cabras, Peumo, Pichidegua, San Fernando y San Vicente de Tagua Tagua) y Jaime Rocha Manrique (por el distrito 46 de Arauco, Cañete, Contulmo, Tirúa, Curanilahue, Los Álamos, Lebu y Lota). Por su parte la Socialdemocracia Chilena (SDCH) obtuvo un 0,79% de los votos válidos, sin obtener escaños en el Congreso. Estos resultados provocaron una crisis de representatividad en ambos partidos, lo que motivó a un consenso entre estos y a una eventual fusión legal de ambas colectividades.
La fusión radical socialdemócrata sucedió el 18 de agosto de 1994. La nueva colectividad se posicionaría en la centroizquierda y en su declaración de principios el PRSD se declaró el heredero histórico del Partido Radical (PR), cuestión que fue aceptada por los socialdemócratas, ya que originalmente fueron una escisión de dicho partido en 1971. Como primer presidente salió elegido Anselmo Sule, representante del sector más izquierdista del partido, siendo este senador. En total, el Partido Radical Socialdemócrata comenzó con la representación parlamentaria de 1 senador (Anselmo Sule) y 2 diputados (Rocha, Morales) logrando así el objetivo de la fusión, el cual era tener un partido más extenso y con representación en ambas cámaras.

#### Gobiernos de la Concertación (1990-2010)
Como integrante de la Concertación participó en los gobiernos de  Eduardo Frei Ruiz-Tagle, Ricardo Lagos y Michelle Bachelet.
En el gobierno del presidente Eduardo Frei Ruiz-Tagle (1994-2000) el Partido Radical tendría un rol menor comparado a la predominancia que tenía en ese entonces el Partido Demócrata Cristiano. El PRSD entraría al gabinete ocupando el Ministerio de Minería de Chile, cuya cartera fue liderada por el radical Benjamín Teplizky, quien se convirtió en el primer ministro radical tras la fusión con los socialdemócratas. Posteriormente Teplizky sería remplazado el 3 de agosto de 1997 por el también radical Sergio Jiménez Moraga. Además de estos, el presidente Frei designó a José Antonio Gómez Urrutia como su ministro de Justicia en 1999.
El debut electoral de la fusión radical-socialdemócrata ocurrió en las elecciones municipales de 1996, donde el PRSD obtuvo 16 alcaldías y 191 concejales, correspondientes al 6,54% de las preferencias. En las parlamentarias de 1997 consiguió la elección de cuatro diputados siendo estos Iván Mesías Lehu (por el distrito 42), Carlos Abel Jarpa Wevar (por el distrito 41), José Pérez Arriagada (por el distrito 47) además de Jaime Rocha Manrique quien obtuvo la reelección de su escaño en la Cámara. Aunque el PRSD no obtuvo senadores electos, logró la designación de Enrique Silva Cimma y Augusto Parra para el cargo. Para las primarias presidenciales de 1999 entregó su apoyo a Ricardo Lagos, quien finalmente se transformó en Presidente de la República tras vencer, en segunda vuelta, al candidato de la derecha Joaquín Lavín.
Durante el Gobierno de Ricardo Lagos se ratificó a José Antonio Gómez Urrutia como ministro de justicia, cargo que este radical ejercería hasta el 3 de marzo de 2003. Además Jaime Campos Quiroga fue designado como ministro de Agricultura durante todo el gobierno hasta el 11 de marzo de 2006.
En las elecciones parlamentarias de 2001 aumentó a seis sus escaños en la Cámara de Diputados, mientras en las elecciones de 2005 logró la elección de José Antonio Gómez como senador por la Región de Antofagasta. Durante este período, la bancada senatorial del PRSD creció debido a la integración de los senadores Nelson Ávila y Guillermo Vásquez.
El año 2008 el PRSD y el Partido por la Democracia propusieron a la Concertación inscribir las candidaturas de concejales en dos listas separadas. El subpacto se presentó en la lista "F" denominada Concertación Progresista. Esta situación significó que el partido compitiera con la oposición y también con sus aliados del Partido Demócrata Cristiano y del Partido Socialista.
En 2009 por primera vez un militante del PRSD, el senador y presidente del partido, José Antonio Gómez, participó de una precandidatura presidencial dentro de la Concertación, enfrentándose ese año en elecciones primarias con el demócratacristiano Eduardo Frei Ruiz-Tagle. La primaria fue ganada por el representante falangista.

#### Oposición (2010-2014)
En las elecciones presidenciales de 2010 Frei es derrotado por Sebastián Piñera y el PRSD se transformó en oposición. Para las elecciones municipales de 2012 nuevamente decidió presentarse en una lista de concejales separada en conjunto con el Partido por la Democracia, el Partido Comunista y la Izquierda Ciudadana en el pacto "Por un Chile justo". Tiempo después se integró con el resto de los partidos de la Concertación al pacto Nueva Mayoría.
En 2012 el Consejo General decidió por amplia mayoría apoyar la participación del senador y presidente de la colectividad, José Antonio Gómez en las primarias presidenciales de la Nueva Mayoría de 2013. En la elección, Gómez obtuvo 108 222 votos y alcanzó el 5,06% de las preferencias, cediendo su opción presidencial a la candidata socialista Michelle Bachelet.
Para las elecciones parlamentarias de 2013 se presentó junto con varios partidos de oposición en el pacto "Nueva Mayoría". Aunque no tuvo candidato a senador propio, decidió entregar su respaldo al independiente Alejandro Guillier en la Región de Antofagasta. En aquellos comicios logró elegir a Guillier y a seis diputados. En las elecciones presidenciales respaldó la candidatura de Michelle Bachelet, la que finalmente se impuso con holgura ante la postulante oficialista, Evelyn Matthei. En diciembre de 2013, el PRSD celebró sus 150 años de existencia (tomando en cuenta la fecha de fundación del Partido Radical), transformándose —junto con el Partido Comunista de Chile— en uno de los partidos políticos más antiguos del país.

#### Gobierno de la Nueva Mayoría (2014-2018)
Tras la victoria electoral de Bachelet, el PRSD concretó su regreso al oficialismo luego de cuatro años en la oposición. En enero de 2014, la Mandataria electa designó al líder radical José Antonio Gómez (que regresó al Ministerio de Justicia) y a Aurora Williams (ministra de Minería) como secretarios de Estado para su administración.
Pocos días después del traspaso de mando presidencial de Michelle Bachelet, el 15 de marzo de 2014, el ahora ministro José Antonio Gómez Urrutia presentó su renuncia a la presidencia del partido. Tras esto el partido convocó a elecciones internas en las que se presentaron dos candidatos, Ernesto Velasco Rodríguez y el diputado Alberto Robles. Ernesto Velasco se convirtió en el nuevo líder del radicalismo tras ganar con el 52% de las preferencias. La directiva sucesora de Gómez asumió el 4 de agosto de 2014.
El 2 de julio de 2015 el partido realizó un plebiscito para definir un posible cambio de nombre, retornando a su denominación de Partido Radical de Chile, lo cual fue aprobado por el 88% de los militantes que votaron.
Para la elección presidencial de 2017 el partido propuso la candidatura de Alejandro Guillier, quien fue proclamado como abanderado en un acto masivo realizado en el Parque O'Higgins. El parlamentario logró pasar a segunda vuelta, pero terminó siendo derrotado por el postulante de Chile Vamos, Sebastián Piñera.

### Partido Radical de Chile (2018-presente)
A partir del 11 de marzo de 2018 el Partido Radical Socialdemócrata retornó a la oposición. En lo parlamentario, la colectividad mantuvo su representación y se unió con la bancada del Partido Demócrata Cristiano. Tras la disolución de la Nueva Mayoría, la directiva siguió en coordinación con sus pares del PS, PCCh y PPD.
El 24 de agosto de 2018 el Servicio Electoral de Chile (Servel) oficializó la reforma de estatutos del partido, con la cual se retomaba la denominación de Partido Radical de Chile y reviviendo su símbolo histórico, dejando atrás la etapa del Partido Radical Socialdemócrata. El 2 de julio de 2015 los militantes del partido habían aprobado el cambio de nombre mediante una votación a nivel nacional, sin embargo dichas modificaciones no fueron oficializadas hasta el 12 de octubre de 2016, cuando la directiva del PR inició los trámites legales ante el Servel.
El 19 de diciembre de 2019 los diputados Fernando Meza Moncada y Carlos Abel Jarpa renunciaron a la colectividad luego de haber sido enviados al Tribunal Supremo del partido por haber acogido la cuestión previa de la primera acusación constitucional contra Sebastián Piñera la semana anterior, lo que motivó una toma de la sede del partido por parte de miembros de la Juventud Radical, quienes demostraron su descontento además interviniendo en la Asamblea Nacional del partido el 15 de diciembre del mismo año, mostrando una pancarta con el mensaje "Pedro Aguirre Cerda hoy NO sería Radical". Por otro lado el diputado Pepe Auth fue expulsado de la bancada debido a que su voto ayudó a rechazar la acusación constitucional contra el presidente Sebastián Piñera.
En 2021, el único senador del partido Alejandro Guiller dejó su cercanía con el PR para pasar a ser parte del Partido Progresista de Marco Enríquez-Ominami. Para la elección presidencial de ese año postuló al entonces presidente del partido, Carlos Maldonado, quien compitió en una consulta ciudadana del pacto Unidad Constituyente, la que terminó ganando Yasna Provoste (DC). La demócratacristiana no pasó al balotaje y el partido decidió apoyar en segunda vuelta de forma incondicional al abanderado de Apruebo Dignidad, Gabriel Boric.
En las elecciones parlamentarias de 2021 el PR logró el mínimo de diputados electos para seguir legalmente constituido. Los malos resultados electorales llevaron a Maldonado a dejar la presidencia de la colectividad, siendo reemplazado de forma interina por Alberto Robles.
A inicios de 2022 el PR se reagrupó con el PS, PPD, PL y el movimiento Nuevo Trato en un espacio conocido como Socialismo Democrático. Tras la victoria de Boric en el balotaje, el presidente electo invitó a la alianza de centroizquierda a formar parte de su gobierno. El radicalismo fue considerado en el gabinete con la designación de Marcela Hernando como ministra de Minería.
El 2 de julio de 2022 el Partido Radical realizó sus elecciones para renovar la totalidad de las directivas nacionales y regionales. El 19 de julio el Tribunal Supremo del partido proclamó e instaló formalmente a la nueva mesa directiva del PR comandada por Leonardo Cubillos Ramírez.

## Ideología y posición política

### Posiciones históricas

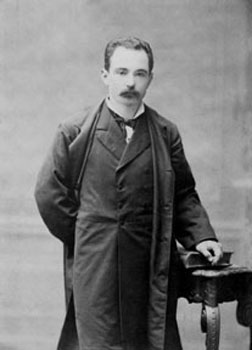
Valentín Letelier, político e intelectual chileno.

El radicalismo se basó en una doctrina política que propugnaba un régimen social, económico y político fundado en el efectivo ejercicio del poder por el pueblo y el control democrático del aparato productivo e inspirado en los principios de libertad, igualdad, solidaridad, participación y bienestar.
La vertiginosa forma en que el radicalismo fue ganando espacios en la vida pública en Chile y las simpatías que despertó en parte importante de la sociedad de la época, se explican porque este se configuró como el primer movimiento intelectual y político chileno que acogió en su forma más íntegra y original los postulados del imaginario ideológico vanguardista del mundo europeo decimonónico, los que comprendían principalmente la defensa de los valores librepensadores, republicanos y laicistas, que dieron sus frutos en las revoluciones de 1830 y 1848. 
Como toda colectividad política en etapa formativa y teniendo presente la importancia que le asignaba el radicalismo al principio evolucionista de los valores y creencias en virtud de los cambios históricos operados en las sociedades, esta agrupación se encontró abierta a acoger aquellas corrientes doctrinarias y por ende, a renovar constantemente sus postulados programáticos.
Inicialmente era un partido liberal progresista en cuanto a la extensión de las libertades públicas, separación Iglesia-Estado y promotor del Estado Docente. A fines del siglo XIX y comienzos del XX toma en cuenta la cuestión social. En 1906 se produce el encuentro entre las ideas de Enrique Mac-Iver, promotor de un liberalismo económico y del "laissez faire", y Valentín Letelier que toma la preocupación por los problemas sociales y económicos de la ciudadanía e incorpora ideas socialistas en el programa. El giro ideológico se concretó en la década los años 30 adhiriendo a los postulados socialistas y democráticos.

#### Tendencias ideológicas
El Partido Radical, a lo largo de su trayectoria política, tuvo numerosas escisiones y tendencias ideológicas. Sin embargo, diversas fuentes, en distintas épocas, han señalado que las ideologías mayoritarias que formaban parte de la colectividad eran; el radicalismo, el anticlericalismo, el republicanismo y el humanismo laico. Pero con distintos enfoques sociales, confluyendo facciones afines a la socialdemocracia,  el socioliberalismo, y el socialismo democrático.
Generalmente se ha asociado al Partido Radical como una agrupación de centro y centroizquierda, como fue la participación dentro del Frente Popular y en sus últimos años, dentro de la Concertación de Partidos por la Democracia. Sin embargo, en los tiempos de la Unidad Popular el partido adoptó una clara posición de izquierda, al igual que su organización juvenil; Juventud Radical Revolucionaria (JRR).
A pesar de lo anterior, el Partido Radical tuvo dentro de sus filas, militantes con tendencias de centroderecha  que datan desde la promulgación de la Ley de Defensa de la Democracia hasta la inclusión del partido en el Frente Democrático de Chile, la colaboración en el gobierno de Jorge Alessandri y la posterior candidatura presidencial de Julio Durán que culminó en la creación del partido Democracia Radical, sector derechista compuesto por exmilitantes opuestos al apoyo de la candidatura presidencial del socialista Salvador Allende.

### Situación actual
El Partido se declara como progresista, racionalista, laico y socialista, defendiendo la libertad individual "sin más límite que el Derecho y el orden público", asumiendo los postulados propios de la socialdemocracia europea. En lo económico, es crítico del neoliberalismo, abogando por una economía mixta "donde el Estado tenga roles en la economía en conjunto con la participación de privados".

## Convenciones
El siguiente es un listado de convenciones realizadas por el Partido Radical desde su fundación hasta 1973.
- I Convención Ordinaria, celebrada en Santiago en noviembre de 1888, encabezada por Manuel Antonio Matta.
- II Convención Ordinaria, celebrada en Santiago en octubre de 1889, encabezada por Juan Castellón.
- III Convención Ordinaria, celebrada en Santiago en enero de 1906, encabezada por Federico Varela.
- IV Convención Ordinaria, celebrada en Santiago en noviembre de 1912, encabezada por Juan Castellón.
- V Convención Ordinaria, celebrada en Concepción en septiembre de 1919, encabezada por Víctor Manuel Rioseco.
- VI Convención Ordinaria, celebrada en Valparaíso en septiembre de 1921, encabezada por Guillermo Plummer.
- VII Convención Extraordinaria, celebrada en Santiago en noviembre de 1924, encabezada por Enrique Oyarzún.
- VIII Convención Extraordinaria, celebrada en Chillán en abril de 1925, encabezada por José María Sepúlveda.
- IX Convención Extraordinaria, celebrada en Temuco en septiembre de 1925, encabezada por Ricardo Galindo.
- X Convención Ordinaria, celebrada en Santiago en diciembre de 1931, encabezada por Ignacio Martínez U.
- XI Convención Ordinaria, celebrada en Viña del Mar en julio de 1933, encabezada por Octavio Señoret.
- XII Convención Extraordinaria, celebrada en Santiago en marzo de 1937, encabezada por Juan Antonio Ríos.
- XIII Convención Ordinaria, celebrada en La Serena en julio de 1939, encabezada por Gabriel González Videla.
- XIV Convención Ordinaria, celebrada en Santiago en mayo de 1941, encabezada por Rudecindo Ortega Masson.
- XV Convención Ordinaria, celebrada en Concepción en enero de 1944.
- XVI Convención Ordinaria, celebrada en Valdivia en enero de 1946.[98]
- XVII Convención Ordinaria, celebrada en Valparaíso en junio de 1949.[99]
- XVIII Convención Extraordinaria, celebrada en Valparaíso en abril de 1951.[100]
- XIX Convención Ordinaria, celebrada en Santiago en junio de 1953.[101]
- XX Convención Ordinaria, celebrada en Santiago en junio de 1957.[102]
- XXI Convención Ordinaria, celebrada en Santiago en junio de 1961.[103]
- XXII Convención Ordinaria, celebrada en Santiago en junio de 1965.[104]
- XXIII Convención Extraordinaria, celebrada en Santiago en junio de 1967.[105]
- XXIV Convención Ordinaria, celebrada en Santiago en junio de 1969.[106]
- XXV Convención Extraordinaria, celebrada en Santiago en julio de 1971.[107]
- XXVI Convención Extraordinaria, celebrada en Santiago en abril de 1972.[108]

## Resultados electorales

### Elecciones internas
| Elección | Candidatos              | Votos | %      |
| -------- | ----------------------- | ----- | ------ |
| 2014     | Ernesto Velasco         | 4303  | 51,96% |
| 2014     | Alberto Robles          | 2865  | 34,60% |
| 2014     | Elza Páez Morales       | 696   | 8,40%  |
| 2014     | Carlos Flores Navarrete | 416   | 5,02%  |

### Elecciones parlamentarias
|  | 13,51 % |

|  | 14,16 % |

|  | 16,68 % |

|  | 14,59 % |

|  | 17,75 % |

|  | 11,86 % |

|  | 16,56 % |

|  | 20,18 % |

|  | 18,80 % |

|  | 21,38 % |

|  | 20,35 % |

|  | 28,55 % |

|  | 21,39 % |

|  | 17,01 % |

|  | 18,66 % |

|  | 20,75 % |

|  | 21,29 % |

|  | 19,85 % |

|  | 22,10 % |

|  | 22,28 % |

|  | 13,90 % |

|  | 17,30 % |

|  | 21,40 % |

|  | 22,15 % |

|  | 23,76 % |

|  | 13,71 % |

|  | 12,94 % |

|  | 13,59 % |

|  | 15,99 % |

|  | 3,69 % |

|  | 5,77 % |

|  | 3,84 % |

|  | 2,17 % |

|  | 2,98 % |

|  | 6,37 % |

|  | 3,13 % |

|  | 1,79 % |

|  | 4,05 % |

|  | 1,10 % |

|  | 3,54 % |

|  | 2,40 % |

|  | 3,80 % |

|  | 3,61 % |

|  | 3,87 % |

|  | 3,61 % |

|  | 2,07 % |

|  | 1,76 % |

|  | 1,25 % |

### Elecciones municipales
|  | 18,33 % |

|  | 20,29 % |

|  | 21,43 % |

|  | 24,70 % |

|  | 20,00 % |

|  | 23,90 % |

|  | 15,87 % |

|  | 24,38 % |

|  | 20,93 % |

|  | 21,58 % |

|  | 16,46 % |

|  | 8,16 % |

|  | 4,91 % |

|  | 6,54 % |

|  | 5,42 % |

|  | 3,06 % |

|  | 4,60 % |

|  | 2,39 % |

|  | 5,19 % |

|  | 3,29 % |

|  | 4,07 % |

|  | 3,10 % |

|  | 7,43 % |

|  | 2,02 % |

|  | 6,70 % |

|  | 0,88 % |

|  | 6,41 % |

Nota: Hasta 2000 se votaba sólo para elegir concejales (denominados "regidores" hasta 1973). A partir de 2004 se realizan las votaciones de alcalde y concejales por separado. Los resultados de la elección de concejales de 2016 incluyen a los independientes apoyados por el partido dentro del pacto «Con la Fuerza del Futuro»

### Elecciones de gobernadores regionales
|  | 1,40 % |

|  | 0 % |

### Elecciones de consejeros regionales
|  | 2,97 % |

|  | 2,84 % |

|  | 2,83 % |

|  | 3,23 % |

### Elecciones de convencionales constituyentes
| Elección | Votos  | % de votos      | Escaños |
| -------- | ------ | --------------- | ------- |
| 2021     | 67 371 | \| \| 1,18 % \| | 1/155   |
|          | 1,18 % |                 |         |

### Elecciones de consejeros constitucionales
| Elección | Votos   | % de votos      | Escaños |
| -------- | ------- | --------------- | ------- |
| 2023     | 154 697 | \| \| 1,58 % \| | 0/50    |
|          | 1,58 %  |                 |         |

## Eslóganes de campaña

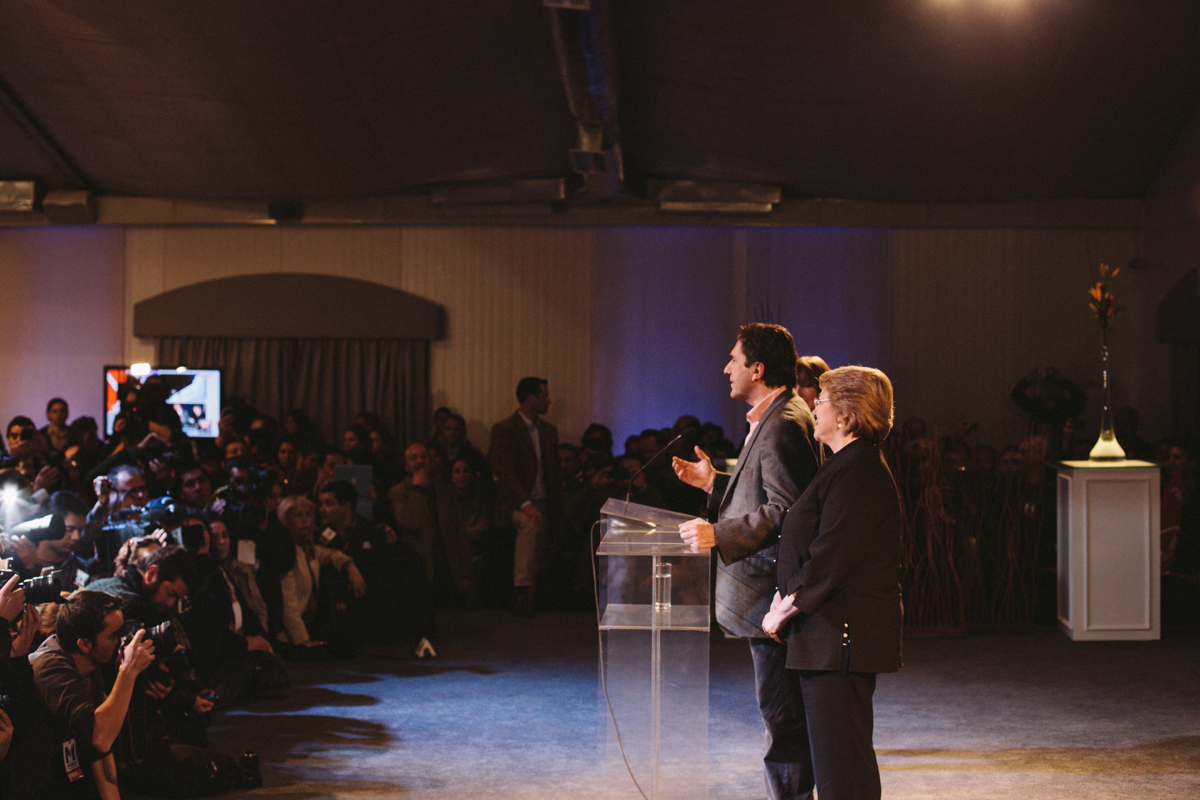
José Antonio Gómez, precandidato presidencial del PRSD, reconociendo la victoria de Michelle Bachelet en las Primarias de la Nueva Mayoría de 2013.

| Tipo de elección                      | Título del eslogan                                                          |
| ------------------------------------- | --------------------------------------------------------------------------- |
| Plebiscito de 1988                    | Sin odio, sin violencia, sin miedo, no más, vote NO                         |
| Plebiscito de 1989                    | 54 reformas: otro paso a la democracia                                      |
| Parlamentarias de 1989                | Mano a mano contigo                                                         |
| Municipales de 1992                   | No sólo un cambio, un cambio Radical                                        |
| Parlamentarias de 1993                | Confianza para crecer en paz                                                |
| Municipales de 1996                   | -                                                                           |
| Parlamentarias de 1997                | -                                                                           |
| Municipales de 2000                   | -                                                                           |
| Parlamentarias de 2001                | Si quieres un cambio de verdad, que sea Radical                             |
| Municipales de 2004                   | No sólo un cambio, un cambio Radical Un Chile para todos, con los Radicales |
| Parlamentarias de 2005                | Te va a gustar ser Radical                                                  |
| Municipales de 2008                   | Radicales, Chilenos de Corazón                                              |
| Parlamentarias de 2009                | Un cambio, tiene que ser Radical                                            |
| Municipales de 2012                   | Gente con Sentido Común                                                     |
| Parlamentarias de 2013                | Su voto es decisivo para un cambio Radical                                  |
| Municipales de 2016                   | Gobernar con la Gente                                                       |
| Parlamentarias de 2017                | Gente que da confianza                                                      |
| Plebiscito de octubre de 2020         | El/La que piensa aPRueba                                                    |
| Convencionales constituyentes de 2021 | #CambioRadical                                                              |

## Estructura

### Presidentes
| Foto | Nombre                               | Inicio                   | Fin                      |
| ---- | ------------------------------------ | ------------------------ | ------------------------ |
|      | José Francisco Vergara               | 1888                     | 1889                     |
|      | Federico Varela Cortés de Monroy     | 1889                     | 1894                     |
|      | Abraham König                        | 1894                     | 1896                     |
|      | Juan Agustín Palazuelos Ramírez      | 1896                     | 1898                     |
|      | Juan Castellón Larenas               | 1899                     | 1904                     |
|      | Fidel Muñoz Rodríguez                | 1905                     | 1906                     |
|      | Valentin Letelier                    | 1906                     | 1910                     |
|      | Anselmo Hevia Riquelme               | 1910                     | 1912                     |
|      | Manuel Ballesteros Ríos              | 1912                     | 1914                     |
|      | Enrique Mac Iver                     | 1915                     | 1918                     |
|      | Pedro Aguirre Cerda                  | 1919                     | 1921                     |
|      | Ramón Briones Luco                   | 1921                     | 1923                     |
|      | Enrique Oyarzún Mondaca              | 1923                     | 1926                     |
|      | Juan Antonio Ríos                    | 1927                     | 1928                     |
|      | Augusto Rivera Parga                 | 1928                     | 1929                     |
|      | Juan Antonio Ríos                    | 1929                     | 1930                     |
|      | Nicolás Marambio Montt               | 1930                     | 1931                     |
|      | Octavio Señoret                      | 1931                     | 1932                     |
|      | Alberto Cabero                       | 1932                     | 1932                     |
|      | Gabriel González Videla              | 1932                     | 1932                     |
|      | Luis Álamos Barros                   | 1932                     | 1933                     |
|      | Pedro Enrique Alfonso                | 1934                     | 1936                     |
|      | Juan Antonio Ríos                    | 1937                     | 1938                     |
|      | Gabriel González Videla              | 1938                     | 1 de julio de 1939       |
|      | Florencio Durán                      | 11 de julio de 1939      | 1940                     |
|      | Pedro Castelblanco Agüero            | 1940                     | 1940                     |
|      | Enrique Guzmán Figueroa              | 15 de febrero de 1940    | 1941                     |
|      | Carlos Morales Abarzúa               | 1941                     | 1942                     |
|      | Jerónimo Méndez                      | 1942                     | 1942                     |
|      | Ulises Correa Correa                 | 1942                     | 1942                     |
|      | Marcial Mora Miranda                 | 1943                     | 1944                     |
|      | Alfredo Rosende Verdugo              | 1944                     | 1944                     |
|      | Guillermo Labarca                    | 1944                     | 1945                     |
|      | Eliecer Mejías Concha                | 1945                     | 1946                     |
|      | Alfredo Rosende Verdugo              | 1946                     | 1949                     |
|      | Alejandro Vivanco Sepúlveda          | 1949                     | 1950                     |
|      | Raúl Rettig                          | 1950                     | 1951                     |
|      | Ángel Faivovich                      | 1951                     | 1952                     |
|      | Julio Durán                          | 1953                     | 1954                     |
|      | Luis Bossay                          | 1954                     | 16 de abril de 1956      |
|      | Alejandro Ríos Valdivia              | 16 de abril de 1956      | 1957                     |
|      | Marcial Mora Miranda                 | 1957                     | 1958                     |
|      | Humberto Aguirre Doolan              | 1958                     | 17 de noviembre de 1959  |
|      | Pedro Enrique Alfonso                | 17 de noviembre de 1959  | 9 de noviembre de 1960   |
|      | Raúl Rettig                          | 9 de noviembre de 1960   | 18 de enero de 1962      |
|      | Jaime Tormo Rodríguez                | 23 de enero de 1962      | 29 de septiembre de 1962 |
|      | Isauro Torres Cereceda               | 29 de septiembre de 1962 | 15 de enero de 1963      |
|      | Raúl Rettig                          | 15 de enero de 1963      | 8 de abril de 1964       |
|      | Ulises Correa Correa                 | 15 de abril de 1964      | 14 de octubre de 1964    |
|      | Luis Alberto Cuevas Contreras        | 14 de octubre de 1964    | 19 de junio de 1965      |
|      | Humberto Enríquez Frödden            | 22 de junio de 1965      | 1967                     |
|      | Hugo Miranda                         | 1967                     | 1968                     |
|      | Jorge Cabello Pizarro                | 1968                     | 29 de junio de 1969      |
|      | Carlos Morales Abarzúa               | 29 de junio de 1969      | 9 de abril de 1972       |
|      | Anselmo Sule                         | 9 de abril de 1972       | 22 de septiembre de 1973 |
|      | Enrique Silva Cimma                  | 1983                     | 4 de junio de 1991       |
|      | Carlos González Márquez              | 4 de junio de 1991       | 14 de abril de 1994      |
|      | Anselmo Sule                         | 14 de abril de 1994      | 7 de junio de 2002       |
|      | Orlando Cantuarias (interino)        | 7 de junio de 2002       | 25 de octubre de 2002    |
|      | Patricio Tombolini                   | 25 de octubre de 2002    | 7 de enero de 2003       |
|      | Orlando Cantuarias (interino)        | 7 de enero de 2003       | 3 de abril de 2004       |
|      | Augusto Parra (interino)             | 3 de abril de 2004       | 19 de abril de 2004      |
|      | Enrique Silva Cimma                  | 19 de abril de 2004      | 28 de febrero de 2005    |
|      | José Antonio Gómez Urrutia           | 28 de febrero de 2005    | 30 de diciembre de 2009  |
|      | Fernando Meza Moncada (interino)     | 30 de diciembre de 2009  | 21 de enero de 2010      |
|      | José Antonio Gómez Urrutia           | 21 de enero de 2010      | 15 de marzo de 2014      |
|      | Ricardo Navarrete Betanzo (interino) | 15 de marzo de 2014      | 16 de mayo de 2014       |
|      | Iván Mesías Lehu (interino)          | 16 de mayo de 2014       | 4 de agosto de 2014      |
|      | Ernesto Velasco Rodríguez            | 4 de agosto de 2014      | 27 de agosto de 2018     |
|      | Carlos Maldonado Curti               | 27 de agosto de 2018     | 23 de noviembre de 2021  |
|      | Alberto Robles Pantoja (interino)    | 23 de noviembre de 2021  | 19 de julio de 2022      |
|      | Leonardo Cubillos Ramírez            | 19 de julio de 2022      | Presente                 |

### Directiva Nacional
La Directiva Nacional está compuesta de 16 miembros, 7 titulares y 9 adjuntos del Comité Ejecutivo Nacional. Sus cargos y las personas que actualmente los ejercen son los siguientes:
| Cargo                                    | Titular                       |
| ---------------------------------------- | ----------------------------- |
| Presidente                               | Leonardo Cubillos Ramírez     |
| 1° Vicepresidente                        | José Pérez Arriagada          |
| 2° Vicepresidente                        | Marcelo Encina Muñoz          |
| 3° Vicepresidente                        | Raúl Godoy Barraza            |
| Vicepresidenta de la Mujer               | Jacqueline Castillo Robledo   |
| Vicepresidencia Indígena                 | Ernesto Paillán Hernández     |
| Secretaria General                       | Lorenna Saldías Yáñez         |
| Subsecretario General                    | Juan Carlos Paillalef Alarcón |
| Tesorero                                 | Gonzalo Bascuñán Vargas       |
| Secretaria de Organización y Control     | Macarena Inostroza Torres     |
| Secretaria Electoral                     | Lilet Rosas Pezo              |
| Secretario de Relaciones Internacionales | Jorge Calderón Núñez          |

### Tribunal Supremo
- Osvaldo Soto Valdivia, Presidente
- Alejandra Álamos Herrera, Vicepresidente
- Geraldine Rosas Aravena, Secretaria
- Juan Pablo Rivera González
- Julieta Maureira Lagos
- Francisco Araya Contreras
- Juan Montecinos Saa

## Autoridades

### Presidentes de la República

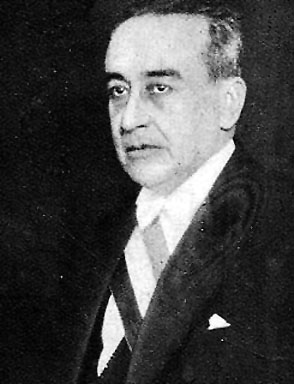
Juan Esteban Montero 1931-1932
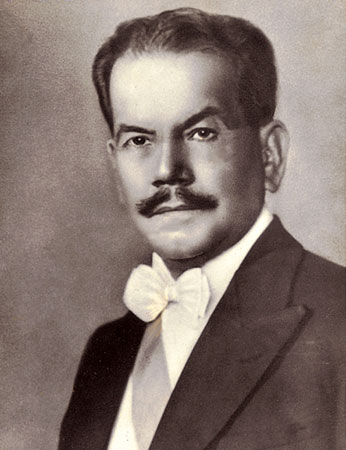
Pedro Aguirre Cerda 1938-1941
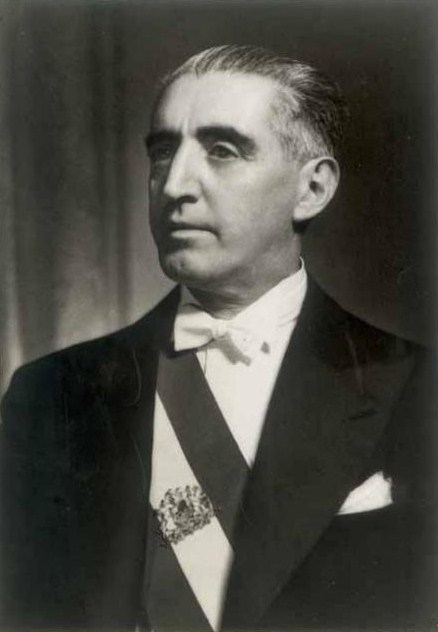
Juan Antonio Ríos 1942-1946
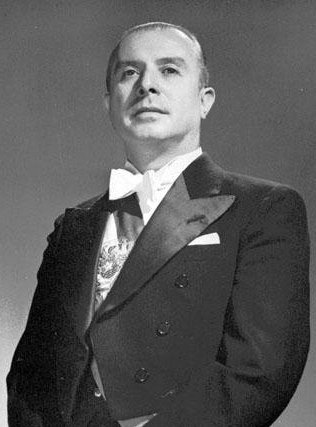
Gabriel González Videla 1946-1952

### Diputados
Correspondiente al período legislativo 2022-2026, el Partido Radical de Chile cuenta con 4 diputados, 3 elegidos por el partido y 1 que recientemente se integró este año (2025).
| Diputado                 | Región        | Distrito |
| ------------------------ | ------------- | -------- |
| Tomás Lagomarsino Guzmán | Valparaíso    | 6        |
| Cosme Mellado Pino       | O'Higgins     | 16       |
| Alexis Sepúlveda Soto    | Maule         | 17       |
| Rubén Oyarzo             | Metropolitana | 8        |

### Alcaldes
Actualmente, el Partido Radical cuenta con una cantidad de 11 alcaldes a nivel nacional, para el período 2021-2024.
| Nombre                      | Región        | Comuna            |
| --------------------------- | ------------- | ----------------- |
| Cristián Olivares Iriarte   | Atacama       | Alto del Carmen   |
| Margarita Flores Salazar    | Atacama       | Chañaral          |
| Roberto Pérez Catalán       | Metropolitana | San José de Maipo |
| Marcelo Waddington Guajardo | Maule         | Chanco            |
| Fabián Pérez Herrera        | Maule         | Constitución      |
| Enrique Olivares Farías     | Maule         | Rauco             |
| Richard Irribarra Ramírez   | Ñuble         | Quirihue          |
| Esteban Krause Salazar      | Biobío        | Los Ángeles       |
| Alfredo Peña Peña           | Biobío        | Negrete           |
| Jorge Calderón Núñez        | Aysén         | Cochrane          |

Comparativo
|            | 2012 | 2016 | Dif. |
| ---------- | ---- | ---- | ---- |
| Total país | 13   | 9    | -4   |

### Consejeros regionales
El Partido Radical cuenta con 11 consejeros regionales para el período 2022-2025, quienes fueron electos en las elecciones del año 2021.
| Nombre                     | Región             | Circunscripción  |
| -------------------------- | ------------------ | ---------------- |
| David Zapata Valenzuela    | Arica y Parinacota | Arica            |
| Sergio Asserella Alvarado  | Tarapacá           | Iquique          |
| Fabián Ossandón Briceño    | Antofagasta        | Antofagasta      |
| Omar Luz Hidalgo           | Atacama            | Copiapó          |
| Pablo del Río Jiménez      | Maule              | Talca            |
| Román Pávez López          | Maule              | Curicó           |
| Arnoldo Jiménez Venegas    | Ñuble              | Punilla          |
| Wilson Olivares Bustamante | Ñuble              | Diguillín        |
| Juan Riquelme Venegas      | Ñuble              | Itata            |
| Marcelo Carrasco Carrasco  | La Araucanía       | Cautín II        |
| Rodolfo Cárdenas Alvarado  | Magallanes         | Tierra del Fuego |

### Concejales
En cuanto a la elección de concejales para el periodo 2016-2020, el partido obtuvo 168 candidatos electos (73 más que el 2012), los cuales se dividen por región de la siguiente manera:
| Región | Región                                           | Cant. | Dif 2012 |
| ------ | ------------------------------------------------ | ----- | -------- |
| XV     | Región de Arica y Parinacota                     | 3     | +1       |
| I      | Región de Tarapacá                               | 6     | +4       |
| II     | Región de Antofagasta                            | 5     | +4       |
| III    | Región de Atacama                                | 9     | +5       |
| IV     | Región de Coquimbo                               | 8     | +4       |
| V      | Región de Valparaíso                             | 15    | +2       |
| XIII   | Región Metropolitana de Santiago                 | 17    | +4       |
| VI     | Región del Libertador General Bernardo O'Higgins | 11    | +2       |
| VII    | Región del Maule                                 | 20    | +9       |
| VIII   | Región del Biobío                                | 41    | +20      |
| IX     | Región de la Araucanía                           | 18    | +13      |
| XIV    | Región de Los Ríos                               | 2     | +1       |
| X      | Región de Los Lagos                              | 6     | 0        |
| XI     | Región Aysén del General Carlos Ibáñez del Campo | 4     | +3       |
| XII    | Región de Magallanes y de la Antártica Chilena   | 3     | +1       |
|        | Total nacional                                   | 168   | + 73     |

## Himno
El himno del partido ha sido adoptada por el mismo en 1994, año de la creación del PRSD. El autor de la obra fue el poeta radical Víctor Domingo Silva. Cabe advertir que la letra es casi idéntica al del himno del antiguo Partido Radical, este último que en la actualidad se prefiere entonar en actos o ceremonias internas del partido. En negrita, lo que dice en la letra de la obra, para distinguirlo del anterior.[cita requerida]
| Salud compañeros de un mismo ideal, hagamos un bríndis de fraternidad. Unos en la idea unos en la acción, abierta a la izquierda sobre el corazón. Cantemos confiados en el porvenir de nuestro partido triunfante por fin. Somos radicales y socialdemócratas hemos heredado un noble ideal. | Por la sombra augusta de los grandes hombres, con sus dulces nombres de madre y hogar. Por lo más sagrado, por lo más querido, por el no extinguido fuego de la fe. Por el gran partido de los ideales, de los militantes, del PRSD. |  |

## Juventud Radical de Chile

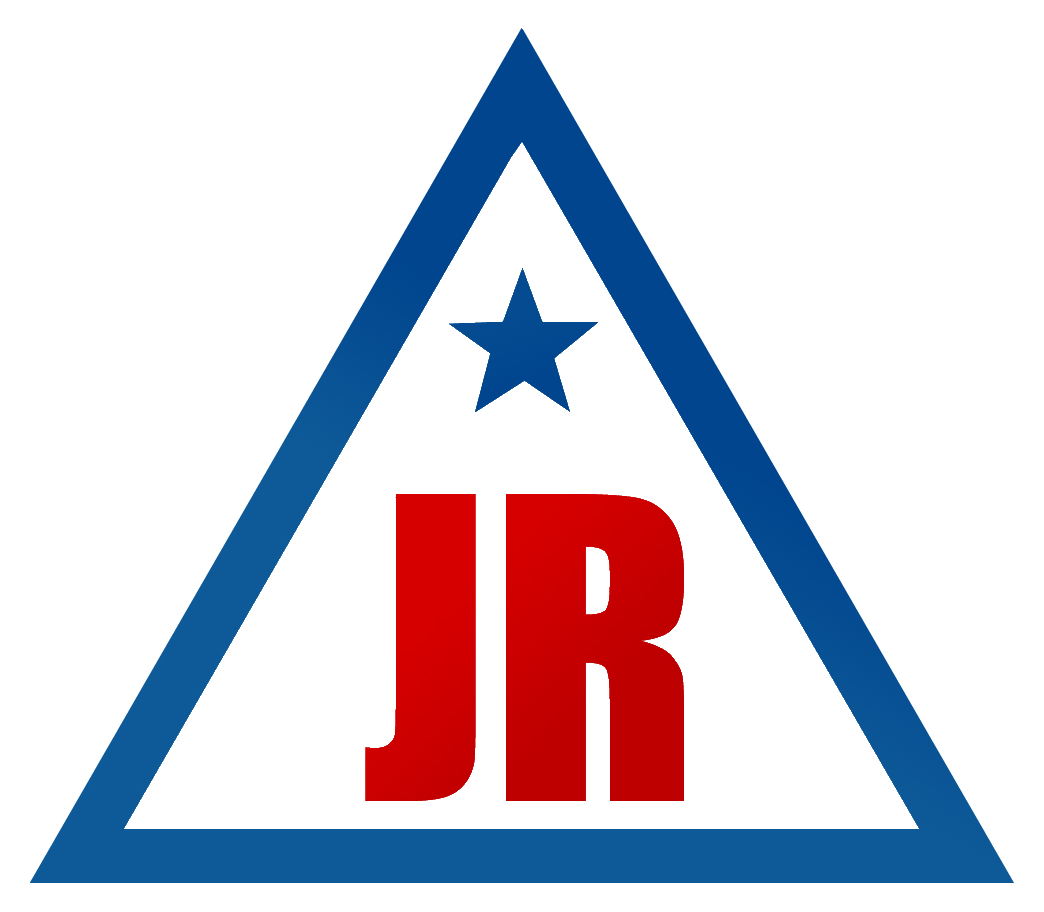
Juventud Radical de Chile.

El PR tiene una estructura que combina órganos territoriales y funcionales. Dentro de estos últimos, el que agrupa a los militantes menores de 30 años se denomina Juventud Radical de Chile. Hasta el año 2005 se llamó Juventud Radical Socialdemócrata, fecha en que su IV Congreso Nacional determinó retornar a su denominación histórica, Juventud Radical.
Su directiva actual está compuesta por:
| Cargo               | Nombre                     |
| ------------------- | -------------------------- |
| Presidente          | Vicente Riffo Reyes        |
| 1.er Vicepresidente | Nicolás Casarino González  |
| 2.º Vicepresidente  | Edgardo Paredes Hidalgo    |
| Secretaria General  | Macarena Inostroza Torres  |
| Tesorera Nacional   | Javiera Neira Alburquenque |

### Grupos Universitarios Radicales
La Juventud Radical también tiene actividad en la política universitaria del país tanto en universidades estatales como también privadas. 
Los movimientos universitarios de tendencia Radical son conocidos como "Grupo Universitario Radical" uno de los más activos actualmente es "Estudiantes Radicales UDD" de la Universidad del Desarrollo
En donde promueve el Libre Examen, Libre Pensamiento, Laicismo, Feminismo, Liberalismo Igualitario entre otros valores. 
Sus principales adversarios políticos son Podemos Más y el Movimiento Gremial, ambos movimientos universitarios de Derecha Conservadora. 